# Antónia Rodrigues
Antónia Rodrigues, também conhecida por António Rodrigues (Aveiro, 5 de janeiro de 1572 — ?), foi uma militar e heroína portuguesa.
Devido à sua coragem e bravura, bem como pelos seus feitos realizados a serviço do Reino de Portugal, recebeu várias honrarias e foi apelidada de Cavaleira Portuguesa, Amazona de Mazagão e Terror dos Mouros.

## História

### Antecedentes

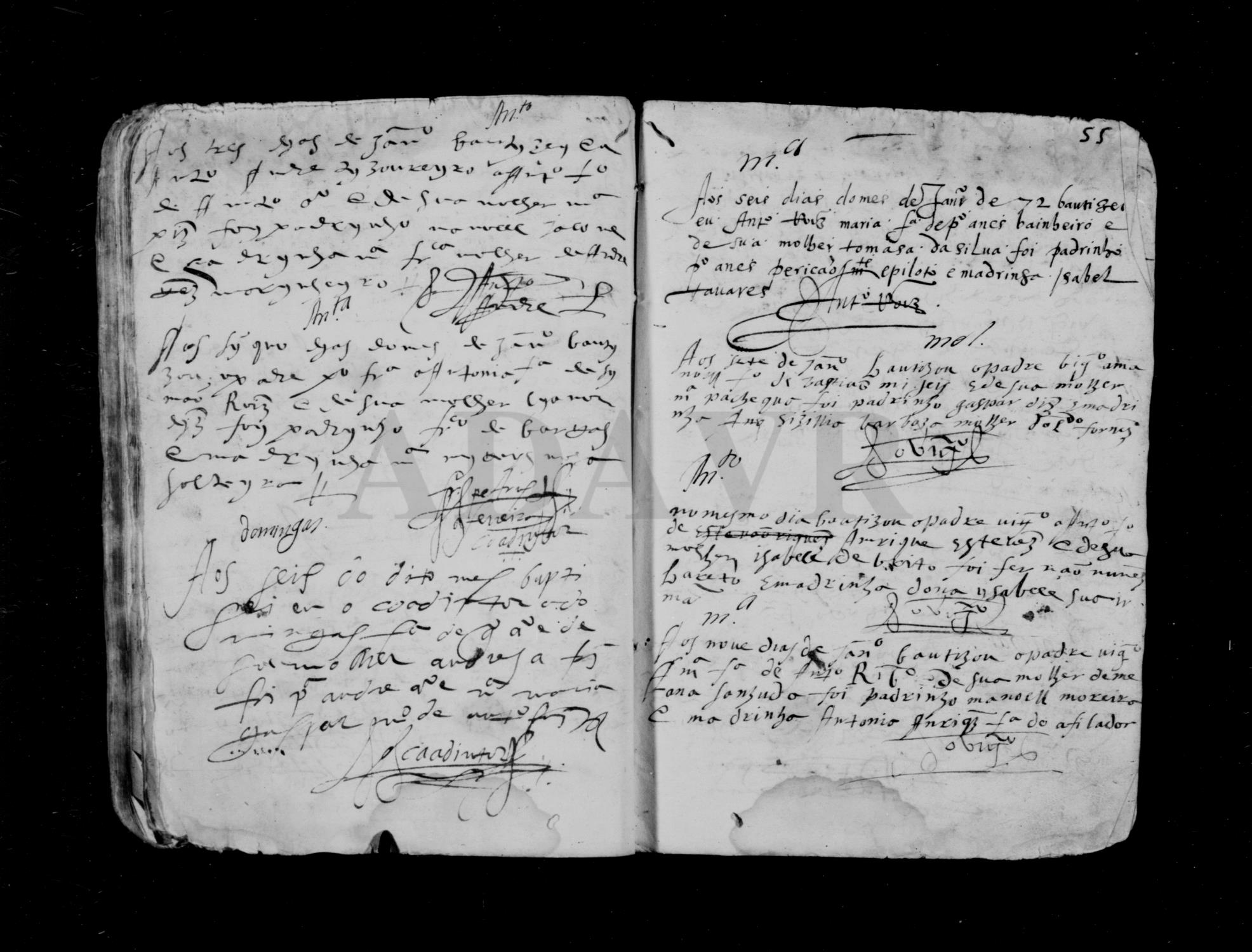
Registo de batismo de Antónia Rodrigues (segundo registo do lado esquerdo).

Nascida na antiga freguesia de São Miguel, em Aveiro, em 5 de janeiro de 1572, numa casa pobre de pescadores, fora das muralhas da vila de Aveiro, Antónia Rodrigues era filha de Simão Rodrigues, marinheiro, e de Leonor Dias.  Nasceu numa família de recursos limitados. Seu pai faleceu em agosto de 1574, enquanto estava no mar. E ainda jovem, aos doze anos, foi levada por sua mãe para Lisboa, para a companhia de uma irmã casada, com a qual não se deu bem em virtude da sua índole livre e insubmissa e dos tratamentos ríspidos da sua irmã.
Aos doze anos e com o pouco dinheiro de que dispunha, cortou os cabelos que a emolduravam, comprou vestimentas típicas de marinheiros e disfarçou-se de rapaz, denominando-se António Rodrigues.
Ajustou-se com o mestre de uma caravela carregada de trigo para Mazagão, Marrocos (na altura, uma praça portuguesa), empregada como grumete.

### Carreira militar
Mal chegou a Mazagão, foi chamada ao capitão-mor, que confirmou que o mestre fizera umas trapacices com o carregamento de trigo e o responsável pelo governo local, temendo que dele se vingassem, alistou-a no exército.
Alistando-se na infantaria local, na qual adquiriu habilidades no manejo das armas e alcançou o comando de tropas contra uma invasão de mouros. Perante os feitos em combate e ainda na jovem idade de 13 ou 14 anos, passou da infantaria para a cavalaria. A razão principal da promoção foi o ataque que comandou contra os mouros, vencendo-os, depois de ter descoberto que estes preparavam uma ofensiva noturna. Por suas seguidas e brilhantes atuações militares, ficou conhecida como o Terror dos Mouros e ganhou a estima e o respeito de todos.
Ninguém desconfiava do seu género, uma vez que vivia em camaradagem e cumprimento das rotinas militares: comia e dormia com os camaradas de armas, mas nunca se deitava sem o gabão e as ceroulas a disfarçarem-lhe o corpo. Os mouros identificavam-na igualmente como um homem, a quem apelidavam de “jovem fronteiro de África”. A fama e a afabilidade abriram-lhe as portas das principais famílias da praça. Todos conheciam o Rodrigues, o destemido cavaleiro que, além de cavalgar contra os acampamentos inimigos, muitas vezes se esgueirava até ao campo contrário para caçar porcos bravos ou pegar lenha e feno.
No entanto, quando começou a frequentar os salões, fardada de gala, com os seus trejeitos gentis e presença de espírito, começou a ser cobiçada por várias mulheres, as quais evitava com respostas evasivas. Até que Beatriz de Meneses, filha de Diogo de Mendonça (um dos principais fidalgos, dos que então viviam em Mazagão), se apaixonou pelo “garboso António Rodrigues”, tão fortemente que adoeceu com gravidade e o pai, cavaleiro principal, pediu ao capitão-mor que forçasse o casamento. Antónia receou ser descoberta, uma vez que não era habitual recusarem-se bons casamentos. Tomou, então, a iniciativa de confessar ao provisor do eclesiástico que há uns cinco anos que escondia o corpo para ter uma vida interdita às mulheres. A confissão logo chegou ao governador e Antónia viu-se obrigada a retomar o lado feminino.

### Regresso à vida como mulher
Boca a boca, depressa correu a notícia da surpreendente revelação da aveirense que fora soldado enquanto donzela. O facto de ser mulher reforçou-lhe a fama e todos queriam conhecer a “Cavaleira Portuguesa”, cuja descrição fisionómica não ficou registada, embora haja quem afirme que tinha cabelos negros, tez morena e corada, dentes alvos e lábios carmins. Foi, então, viver para casa da família de um cavaleiro principal, aos 17 anos de idade.
Em 1603, casou-se com um camarada de armas, oficial e “um mancebo dos principais da vila”. O governador passou-lhe uma “certidão de serviços feitos pelas armas” e o casal mudou-se para Lisboa para capitalizar a fama, em 1607, com o seu filho, que ainda era criança. Depois, já viúva, ingressou na corte, em Madrid.
Em 1619, Filipe II de Portugal quis conhecê-la e, além de lhe nomear o filho Moço da Real Câmara, fez-lhe diversas mercês: 200 cruzados para ajudas de custo, quatro alqueires de trigo por mês e um aumento da tença anual para 15 mil réis.
No entanto, com a morte do monarca, em 1621, Antónia sentiu-se marginalizada pelo sucessor e voltou a Portugal.

O cronista Duarte Nunes de Leão conheceu-a pessoalmente, ainda Antónia era “moça de menos de 35 anos”, e sobre ela escreveu, no livro "Corografia portugueza, e descripçam topografica do famoso reyno de Portugal", de 1708:
"Antónia Rodrigues, chamada vulgarmente Antónia de Aveiro, achava-se esta donzela em Lisboa em casa de uma irmã casada, que a tratava mal, e tendo aos doze anos de idade um espirito muito varonil, se vestiu de grumete e embarcou para Mazagão. Ali assentou praça de soldado com o nome de António Rodrigues, e se fez em pouco tempo tão destra em todas as armas que a passou o capitão ao soldo e milícia de cavalaria, na qual achando-se com valor conhecido em muitas pelejas era amada e respeitada em toda aquela praça. Passados cinco anos que sempre em cautela se soube recatar, ela mesma foi dizer ao Provisor que era mulher. E casando com um cavalheiro dos principais da vila, veio à corte requerer seus serviços, que El Rey premiou com tença, como aos melhores soldados (...)"
A partir do seu regresso a Portugal, não são conhecidos muitos factos relativamente à sua vida e pouco se sabe sobre seus dados familiares, bem como a data e o local da sua morte, embora seja habitualmente referido que terá morrido em 1641 ou 1642.

### Descoberta do assento de batismo
A data de nascimento de Antónia Rodrigues era tradicionalmente referida como "em cerca de 1580". No entanto, em março de 2020, o historiador Francisco Messias localizou o assento de batismo da heroína aveirense no Arquivo Distrital de Aveiro, o qual refere que a mesma nasceu em 5 de janeiro de 1572, cerca de 8 anos antes da data que era tradicionalmente apontada.